# Ludwig von der Tann-Rathsamhausen
Ludwig Samson Heinrich Arthur Freiherr von und zu der Tann-Rathsamhausen (Darmstadt, 18 de junho de 1815 — Merano, 26 de abril de 1881) foi um general-de-infantaria do Reino da Baviera.

## Juventude
Nascido em Darmstadt, no dia de Waterloo, Ludwig von der Tann era descendente da antiga família de von der Tann, que tinha filiais nas províncias da Baviera, Alsácia e Reno, e anexou o nome de sua mãe (ela sendo filha de um nobre da Alsácia, Freiherr von Rathsamhausen) para a casa de seu pai em 1868 por licença do rei da Baviera. Ludwig I, o segundo rei da Baviera, patrocinou a criança, que recebeu seu nome e também "Arthur", em homenagem a Arthur Wellesley, 1º Duque de Wellington. Ele recebeu uma educação cuidadosa e, em 1827, tornou-se pajem da corte da Baviera, onde um grande futuro foi previsto para ele. Entrando na artilharia em 1833, foi depois de alguns anos colocado no estado-maior geral. Ele participou das manobras do exército austríaco na Itália sob Radetzky e, em um espírito de aventura, juntou-se a uma expedição militar francesa operando em Argel contra a fronteira tunisiana.

## Primeira Guerra Schleswig
Em seu retorno, ele se tornou um amigo íntimo do Príncipe Maximiliano da Baviera (posteriormente Rei Maximiliano II). Em 1848 ele foi promovido a major, e naquele ano ele se distinguiu muito como o líder de um corpo leve de Schleswig-Holstein na Primeira Guerra Schleswig entre a Dinamarca e uma coalizão de estados alemães. No final da primeira campanha, ele foi condecorado com a Ordem da Águia Vermelha pelo rei da Prússia, e seu próprio soberano concedeu-lhe a Ordem Militar de Max Joseph e o promoveu a tenente-coronel. Em 1849 ele serviu como chefe de gabinete do contingente bávaro na frente e se destacou nas linhas de Dybbøl. Ele então visitou o quartel-general de Haynau na Guerra da Hungria antes de retornar a Schleswig-Holstein para servir como chefe de gabinete de von Willisen na campanha de Idstedt.

## Guerra Austro-Prussiana
Então veio a ameaça de guerra entre a Prússia e a Áustria, e von der Tann foi chamado de volta à Baviera. A crise terminou com a rendição de Olmütz (novembro de 1850), e ele não viu mais serviço ativo até 1866, ascendendo na forma usual de promoção a coronel (1851), major-general (1855) e tenente-general (1861). Nos primeiros anos deste período, ele foi o ajudante de campo e companheiro constante do Rei Maximiliano. Na Guerra Austro-Prussiana de 1866, ele serviu como chefe de gabinete do Príncipe Karl Theodor da Baviera, que comandou os contingentes do sul da Alemanha. O resultado quase totalmente desfavorável das operações militares levou a ataques veementes contra ele na imprensa, mas a falta de preparação e ineficácia das tropas e a falta geral de interesse na guerra por parte dos soldados haviam predestinado os alemães do sul ao fracasso em qualquer caso.

## Guerra Franco-Prussiana
Ele continuou a gozar dos favores do rei e foi promovido ao posto de general de infantaria (1869), mas a amargura de sua decepção de 1866 nunca o deixou. Ele era grisalho aos quarenta e dois anos e sua saúde estava debilitada. Em 1869, von der Tann-Rathsamhausen, como era agora chamado, foi nomeado comandante do I. Corpo da Baviera. Este corpo ele comandou durante a Guerra Franco-Prussiana de 1870/71, e foi nessa guerra que ele garantiu sua reputação como um dos principais soldados alemães. Sua bravura foi notável nas batalhas de Wörth e Sedan. Transferido no outono para um comando independente no Loire, ele conduziu as operações contra d'Aurelle de Paladines, a princípio com notável sucesso, e forçou a rendição de Orléans. Ele teve, no entanto, em Coulmiers para ceder a uma força francesa numericamente maior; mas reforçado, ele travou vários combates bem-sucedidos sob o comando do grão-duque de Mecklenburg-Schwerin perto de Orléans.
Após o fim da guerra, foi reconduzido a comandante-chefe do I. Corpo da Baviera, cargo que ocupou até sua morte em 1881 em Meran. Ele recebeu a Grã-Cruz da Ordem Militar da Baviera, e do Rei da Prússia a primeira classe da Cruz de Ferro e do Pour le Mérite. Em 1878, o imperador alemão nomeou von der Tann coronel honorário de um regimento de infantaria prussiano, deu-lhe uma pensão vitalícia e nomeou um dos novos fortes de Strassburg em sua homenagem.

## Honrarias
Lista parcial:
- Ordem da Águia Rubra de 3ª classe com espadas.
- Cruz de Cavaleiro da Ordem Militar de Maximiliano José
- Cruz de Ferro de 1ª e 2ª classe.
- Pour le Mérite
- Grã-cruz da Real Ordem Guélfica
- Ordem da Coroa de Ferro de 1ª classe.
- Ordem da Águia Branca
- Grã-cruz da Ordem de Santo Olavo
- Homenagem: cruzador de batalha SMS Von der Tann